# Госцєєво (Великопольське воєводство)
Госцєєво (пол. Gościejewo) — село в Польщі, у гміні Рогозьно Оборницького повіту Великопольського воєводства.
Населення — 1018 осіб (2011).
У 1975-1998 роках село належало до Пільського воєводства.

## Демографія
Демографічна структура станом на 31 березня 2011 року:
|          | Загалом | Допрацездатний вік | Працездатний вік | Постпрацездатний вік |
| -------- | ------- | ------------------ | ---------------- | -------------------- |
| Чоловіки | 534     | 125                | 363              | 46                   |
| Жінки    | 484     | 123                | 275              | 86                   |
| Разом    | 1018    | 248                | 638              | 132                  |